# Бічурінське сільське поселення (Маріїнсько-Посадський район)
Бічу́рінське сільське поселення (рос. Бичуринское сельское поселение) — муніципальне утворення у складі Маріїнсько-Посадського району Чувашії, Росія. Адміністративний центр — село Бічуріно.

## Населення
Населення — 933 особи (2019, 1111 у 2010, 1175 у 2002).

## Склад
До складу поселення входять такі населені пункти:
| Населений пункт          | Населення, осіб (2002) | Населення, осіб (2010) |
| ------------------------ | ---------------------- | ---------------------- |
| Бічуріно, село           | 504                    | 471                    |
| Друге Чурашево, присілок | 142                    | 118                    |
| Ітяково, присілок        | 110                    | 96                     |
| Сюндюково, присілок      | 405                    | 408                    |
| Чинери, присілок         | 14                     | 18                     |